# Ingo Sterzinger
Ingo Sterzinger es el bajista vocal de la banda alemana de a capela Van Canto. Fue una de los fundadores de la banda en 2006.

## Biografía
Ingo empezó con su carrera profesional musical, fundando Van Canto junto a cinco miembros más, banda en la que se encuentra hasta la fecha, habiendo creado un total de 4 álbumes de estudio y un recopilatorio.
También ha sido invitada en varios discos de artistas y bandas como Tarja Turunen, Grave Digger y Paralyst.

## Bandas[2]
- Van Canto (2006-presente)

## Discografía[2]

### Álbumes
- 2006: A Storm to Come – vocalista
- 2008: Hero – vocalista
- 2010: Tribe of Force – vocalista
- 2011: Break the Silence – vocalista
- 2014: Dawn of the Brave – vocalista
- 2018: Trust in Rust – vocalista
- 2021:  To the Power of Eight – vocalista

### Recopilatorios
- 2011: Metal A cappella – vocalista

### Aportaciones a otras bandas

#### Tarja Turunen
- 2010: What Lies Beneath - Vocalista

#### Grave Digger
- 2011: The Ballad of Mary - Coro

#### Paralyst
- 2013: Reverbnation - Guitarrista y vocalista

#### Heavatar
- 2013: Opus I - All My Kingdoms - Coro
- 2018: Opus II - The Annihilation - Coro

#### Grailknights
- 2018: Knightfall - Vocalista